# Tokyo Joe
Tokyo Joe – amerykański film noir w reżyserii Stuarta Heislera z 1949 roku.

## Fabuła
Amerykanin Joseph Barret (Humphrey Bogart) wraca do Tokio po II wojnie światowej aby uporządkować swoje życie, ale wpada w kłopoty za którymi stoją przestępcy i władza.

## Obsada
- Humphrey Bogart – Joseph "Joe" Barrett
- Alexander Knox – Mark Landis
- Florence Marly – Trina Pechinkov Landis
- Sessue Hayakawa – Baron Kimura
- Jerome Courtland – Danny
- Gordon Jones – Idaho
- Teru Shimada – Ito
- Hideo Mori – Kanda
- Charles Meredith – generał Ireton
- Rhys Williams – pułkownik Dahlgren
- Lora Lee Michel – Anya, córka Triny